# Honda 1300
La Honda 1300 è una automobile prodotta dalla casa automobilistica giapponese Honda dal 1969 al 1973. 
Fu il primo tentativo da parte della Honda di realizzare una vettura di cilindrata superiore a quelle sino ad allora prodotte (al massimo 800 cm³) al fine di competere con le più tradizionali berline di Toyota e Nissan.

## Contesto
Le richieste di Sōichirō Honda erano chiare: voleva una berlina dal prezzo abbordabile, con motore raffreddato ad aria, le cui dimensioni interne fossero paragonabili a quelle di una berlina di 1500 cm³, con prestazioni da "2 litri", consumi da "mille" e livello di rumore del motore pari a quello di un motore raffreddato ad acqua. Il prototipo fu presentato nell'ottobre 1968, mentre la versione definitiva fu annunciata alla stampa il 15 aprile 1969.

## Tecnica

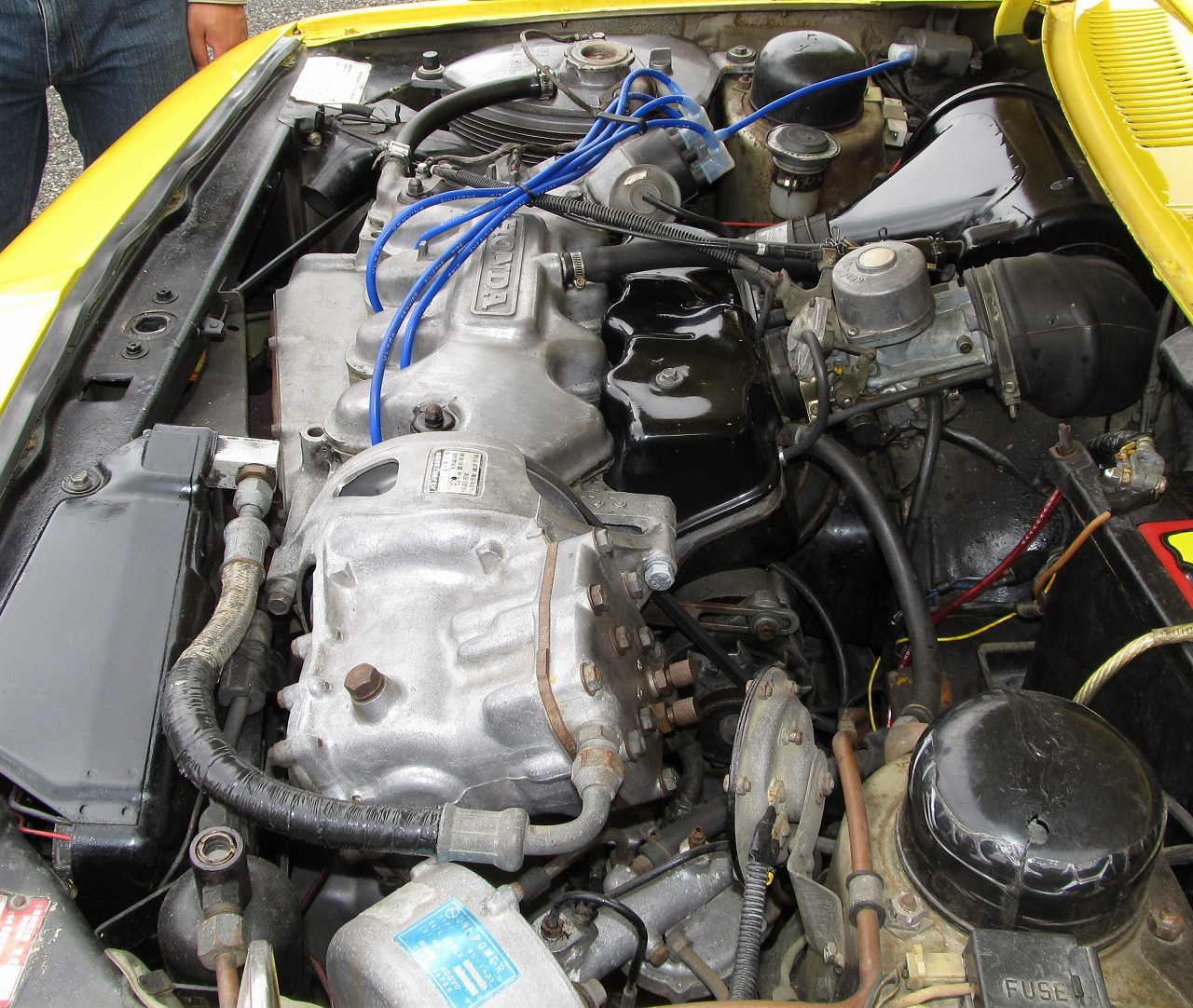
Motore

La 1300 era una berlina quattro porte con scocca portante. Le sospensioni erano a ruote indipendenti con sistema McPherson all'anteriore; ruote indipendenti anche al posteriore, ma con semiassi oscillanti. L'impianto frenante prevedeva freni a disco anteriormente e freni a tamburo posteriormente con servofreno.
La principale caratteristica dell'auto era però il motore: come su tanti motoveicoli, esso, un quattro cilindri monoalbero di 1298 cm³ montato trasversalmente, veniva raffreddato ad aria (forzata). Erogava, alimentato da un carburatore Keihin orizzontale, 95 CV a 7000 giri/min,  oppure, con quattro carburatori sempre Keihin, 110 CV a 7300 giri/min. La trazione era anteriore; il cambio manuale a quattro rapporti oppure automatico a tre. La velocità massima era,rispettivamente, di 170 o di 185 km/h (150 per la versione con cambio automatico,  mossa da una variante specifica dell'edizione monocarburatore,  con 80CV a 5800 giri/min.). Optional l'aria condizionata.Tutti i modelli 1300 sono stati realizzati con guida a destra.  

## Varianti

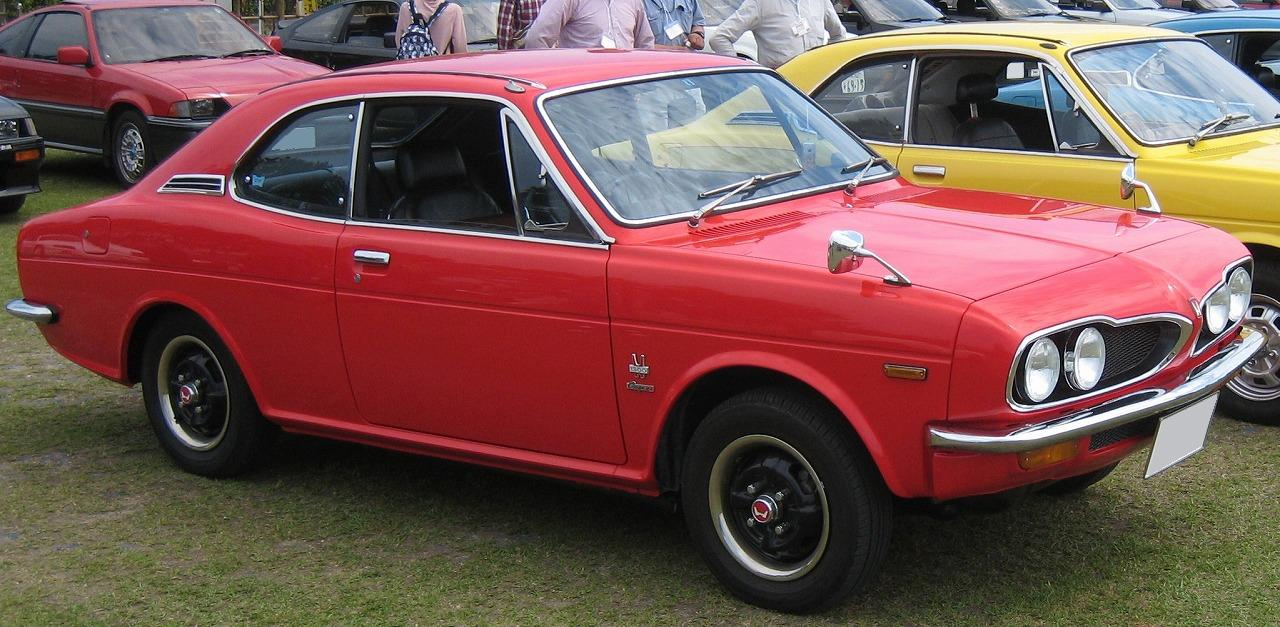
Una Honda 1300 Coupé

Nel 1970 alle berline (siglate "77" e "99") si affiancò una coupé, disponibile in due versioni: "7" con il motore da 95 CV e "9" con quello da 110 CV; le prestazioni dichiarate erano quelle delle corrispondenti berline, ma quelle effettive erano  lievemente superiori..

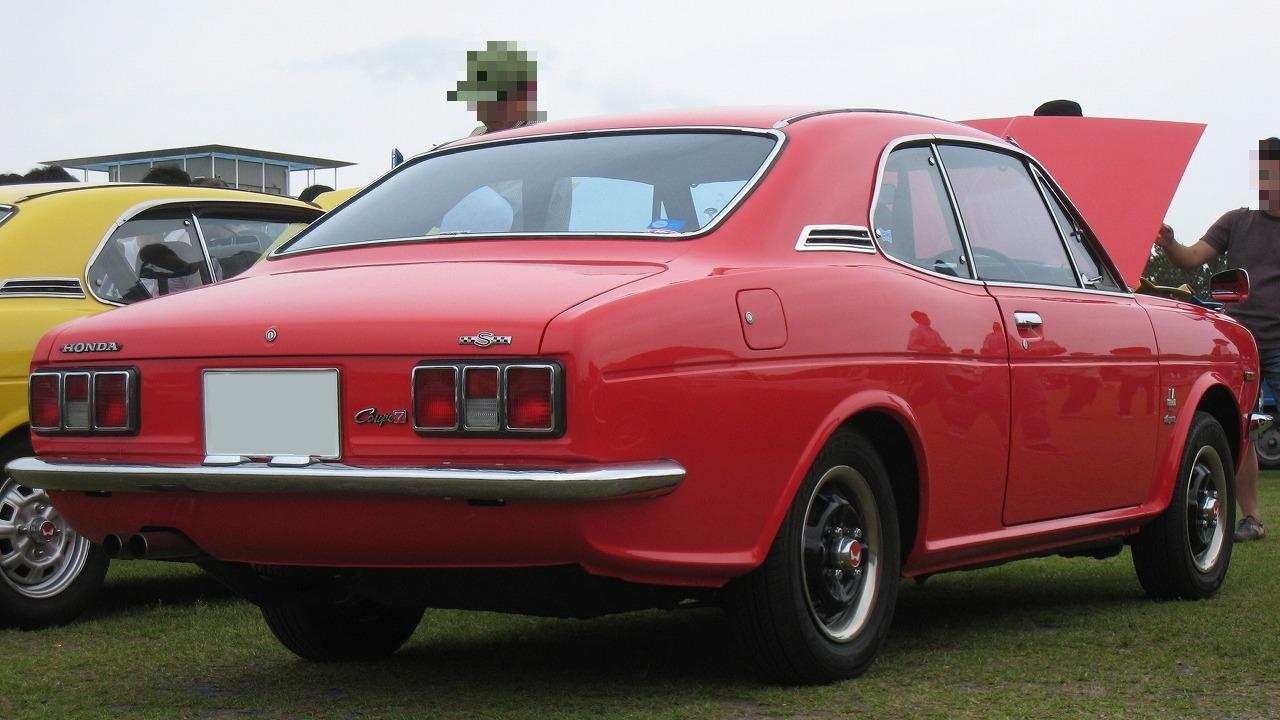
Vista posteriore

Il 15 novembre 1972 fu presentata la nuova 145, che univa le carrozzerie leggermente riviste delle berline/coupé 1300 con un nuovo quattro cilindri di 1433 cm³ raffreddato ad acqua più rispettoso delle normative antinquinamento e disponibile in due versioni: a carburatore (80 CV) o a iniezione (90 CV).Il nuovo modello, posto in commercio nel 1973,  fu venduto per poco più di un anno, per le scarse richieste.